# Griphopithecus africanus
Griphopithecus africanus es una especie de simio prehistórico perteneciente al género Griphopithecus que vivió durante el Mioceno en la actual Kenia.